# XMPP
XMPP(Extensible Messaging and Presence Protocol)는 XML에 기반한 메시지 지향 미들웨어용 통신 프로토콜이다. 이 프로토콜의 원래 이름은 Jabber였으며 Jabber 오픈 소스 커뮤니티가 1999년 개발하였다.

## 이점
- 분산화: XMPP 네트워크의 구조는 전자메일과 비슷하다. 누구든지 자신만의 XMPP 서버를 구동할 수 있으며 중앙 마스터 서버는 존재하지 않는다.
- 개방형 표준: 국제 인터넷 표준화 기구는 XMPP란 이름을 규정했다. (최신 규격은 RFC 6120 및 RFC 6121) 이 규격의 지원을 추가하기 위해 로열티가 따로 들지 않으며 개발은 단일 업체에 한정되지 않는다.
- 역사: XMPP 기술은 1999년 이후로 사용되어 왔다. XMPP 표준의 다중 구현은 클라이언트, 서버, 구성 요소, 코드 라이브러리를 위해 존재한다.
- 보안: XMPP 서버는 공개 XMPP 네트워크 (이를테면 회사 인트라넷)와 분리할 수 있으며 강력한 보안 (SASL, TLS를 통해)을 코어 XMPP 규격에 추가할 수 있다.
- 유연성: 기기 간 상호 운용성을 유지하기 위해 사용자가 직접 만든 기능을 XMPP 최상단에 빌드할 수 있으며 일반 확장 기능들은 XMPP 표준 재단이 관리한다. XMPP의 응용 프로그램들은 IM을 넘어 그룹 채팅, 네트워크 관리, 콘텐츠 신디케이션, 협업 도구, 파일 공유, 게임, 원격 시스템 제어 및 감시, 지리 위치, 미들웨어, 클라우드 컴퓨팅, VoIP, 인증 서비스를 포함한다.

## 참조
1. ↑  Johansson, Leif (2005년 4월 18일). “Greater NOrdic MIddleware Symposium (GNOMIS)”. Oslo: University of Stockholm. 2011년 5월 10일에 원본 문서에서 보존된 문서. 2012년 11월 14일에 확인함. |장=이 무시됨 (도움말)
2. ↑  Jabber Inc.

## 같이 보기
- SIMPLE